# ダストコマンダー
ダストコマンダー（Dust Commander, 1967年2月8日 - 1991年10月7日）は、アメリカ合衆国の競走馬・種牡馬。1970年のケンタッキーダービーに優勝した。

## 経歴
- 特記がない限り、競走なすべてダートコース。また、当時はグレード制未導入。

イリノイ州の生産者であるピューレン兄弟の生産したサラブレッドの牡馬である。1968年のキーンランドのイヤリングセールに上場され、そこでロバート・レーマンに6500ドルで落札された。ドン・コムズ調教師に預けられたダストコマンダーは1969年にデビューしたが、初勝利までに5戦を要し、一度はクレーミング競走に出走されるも購買者は出なかった。2歳時はトロピカルパーク競馬場のシティオブマイアミビーチハンデキャップ（8.5ハロン）で優勝している。
3歳時にケンタッキーダービーの前哨戦のひとつであるブルーグラスステークス（キーンランド・9ハロン）に出走し、単勝オッズ36倍という大穴ながらも、道悪の馬場を味方にしてこれに優勝した。大一番のケンタッキーダービー当日もやはり大穴扱いで、スタートも出足がよくなかったが、ラチ沿い6番手につけてバックストレッチに向かっていった。そして最終コーナーでは馬の間に割って入って追い上げを開始、最後の直線で1番人気のマイダッドジョージを5馬身差突き放して優勝を手にした。ダストコマンダーの勝利はイリノイ州産馬として初のケンタッキーダービー制覇でもあった。
ケンタッキーダービーの後はプリークネスステークスで9着と大敗し、また以後も18戦して勝ち星は一度しか挙げられなかった。これはケンタッキーダービーの時に負った軽微な怪我が後々も影響していったものと考えられた。

## 種牡馬入り後
ダストコマンダーは3歳で引退し、レーマンの持つゴールデンチャンス牧場で1971年から種牡馬となった。1974年に日本に輸出され、その後1979年にアメリカに帰国、1980年よりケンタッキー州のゲインズウェイファームに繋養された。1986年にケンタッキー州パリス近郊のスプリングランド牧場に移動され、そこで1991年10月7日に死亡するまで余生を過ごした。ダストコマンダーの遺骸はパリスの目立たない墓地に埋葬されていたが、後の2013年にレーマン家の調べで墓地が特定され、その遺骸はルイビルのケンタッキーダービー博物館に寄贈された。
ジョッキークラブの調べによれば、ダストコマンダーの産駒540頭のうち294頭が勝ち上がり、17頭がステークス勝ち馬になったとある。代表産駒には1975年のプリークネスステークスに優勝したマスターダービー、日本の皐月賞に優勝したアズマハンターなどがいる。

## 血統表
| ダストコマンダーの血統               | ダストコマンダーの血統                               | ダストコマンダーの血統                               | （血統表の出典）                                     | （血統表の出典） |
| 父系                                 | ボールドルーラー系                                   | ボールドルーラー系                                   | ボールドルーラー系                                   | [ § 2 ]          |
| 父 Bold Commander アメリカ 鹿毛 1960 | 父の父Bold Ruler アメリカ 黒鹿毛 1954                | Nasrullah                                            | Nearco                                               | Nearco           |
| 父 Bold Commander アメリカ 鹿毛 1960 | 父の父Bold Ruler アメリカ 黒鹿毛 1954                | Nasrullah                                            | Mumtaz Begum                                         |                  |
| 父 Bold Commander アメリカ 鹿毛 1960 | 父の父Bold Ruler アメリカ 黒鹿毛 1954                | Miss Disco                                           | Discovery                                            | Discovery        |
| 父 Bold Commander アメリカ 鹿毛 1960 | 父の父Bold Ruler アメリカ 黒鹿毛 1954                | Miss Disco                                           | Outdone                                              |                  |
| 父 Bold Commander アメリカ 鹿毛 1960 | 父の母High Voltage アメリカ 芦毛 1952                | Ambiorix                                             | Tourbillon                                           | Tourbillon       |
| 父 Bold Commander アメリカ 鹿毛 1960 | 父の母High Voltage アメリカ 芦毛 1952                | Ambiorix                                             | Lavendula                                            |                  |
| 父 Bold Commander アメリカ 鹿毛 1960 | 父の母High Voltage アメリカ 芦毛 1952                | Dynamo                                               | Menow                                                | Menow            |
| 父 Bold Commander アメリカ 鹿毛 1960 | 父の母High Voltage アメリカ 芦毛 1952                | Dynamo                                               | Bransome                                             |                  |
| 母 Dust Storm アメリカ 栗毛 1956     | 母の父Windy City イギリス 栗毛 1949                  | Wyndham                                              | Blenheim                                             | Blenheim         |
| 母 Dust Storm アメリカ 栗毛 1956     | 母の父Windy City イギリス 栗毛 1949                  | Wyndham                                              | Bossover                                             |                  |
| 母 Dust Storm アメリカ 栗毛 1956     | 母の父Windy City イギリス 栗毛 1949                  | Staunton                                             | The Satrap                                           | The Satrap       |
| 母 Dust Storm アメリカ 栗毛 1956     | 母の父Windy City イギリス 栗毛 1949                  | Staunton                                             | Crotanstown                                          |                  |
| 母 Dust Storm アメリカ 栗毛 1956     | 母の母Challure アメリカ 栗毛 1948                    | Challedon                                            | Challenger                                           | Challenger       |
| 母 Dust Storm アメリカ 栗毛 1956     | 母の母Challure アメリカ 栗毛 1948                    | Challedon                                            | Laura Gal                                            |                  |
| 母 Dust Storm アメリカ 栗毛 1956     | 母の母Challure アメリカ 栗毛 1948                    | Captivation                                          | Stimulus                                             | Stimulus         |
| 母 Dust Storm アメリカ 栗毛 1956     | 母の母Challure アメリカ 栗毛 1948                    | Captivation                                          | Laughing Queen                                       |                  |
| 母系(F-No.)                          | (FN:3-j)                                             | (FN:3-j)                                             | (FN:3-j)                                             | [ § 3 ]          |
| 5代内の近親交配                      | Pompey・Laughing Queen 4x5, Blenheim 4x5, Pharos 5x5 | Pompey・Laughing Queen 4x5, Blenheim 4x5, Pharos 5x5 | Pompey・Laughing Queen 4x5, Blenheim 4x5, Pharos 5x5 | [ § 4 ]          |
| 出典                                 | 1. 2. 3. 4.                                          | 1. 2. 3. 4.                                          | 1. 2. 3. 4.                                          | 1. 2. 3. 4.      |